# 키렌 모어

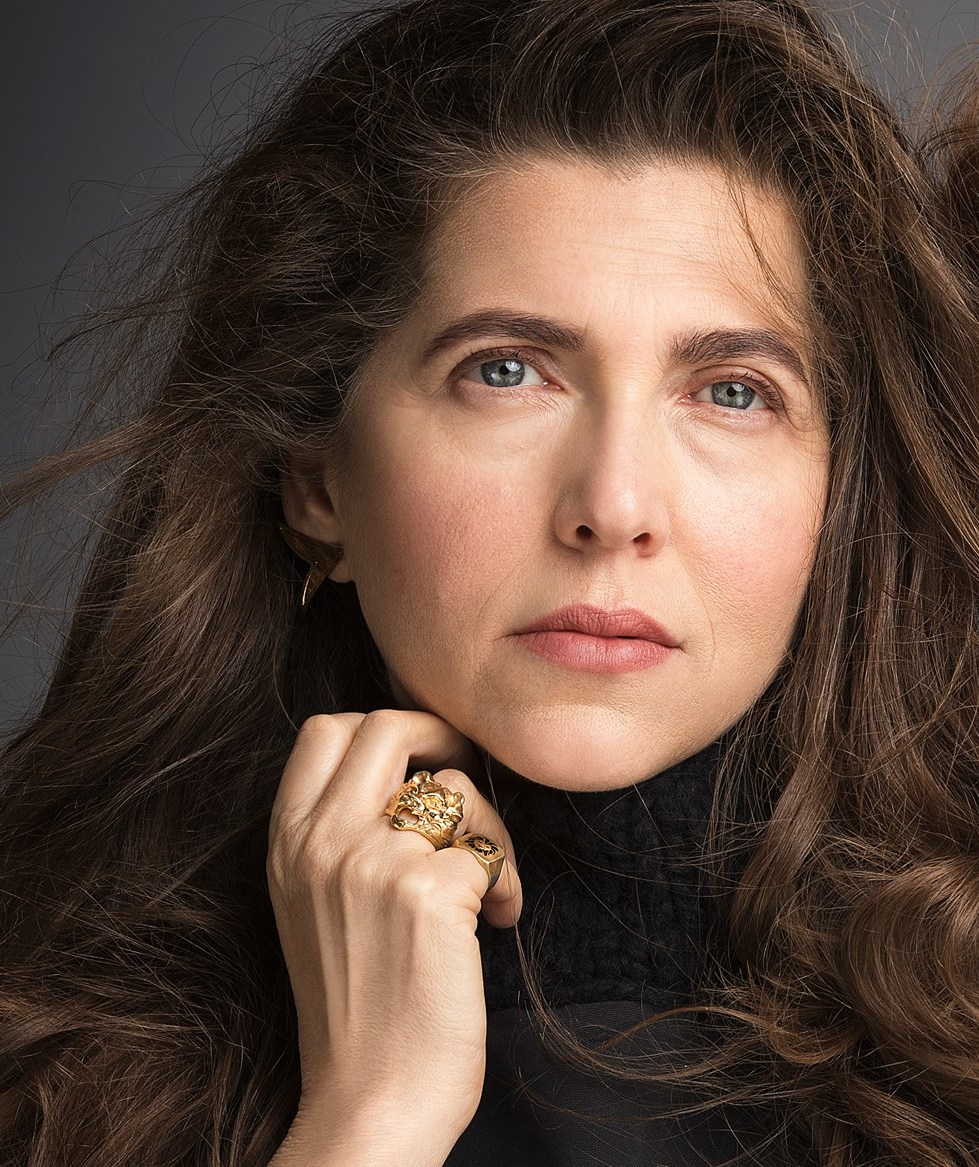

키렌 모어(Keren Mor, 1964년 12월 30일 ~ )는 이스라엘의 배우, 희극 배우, 연극 배우, 영화배우이다.
이스라엘에서 태어났다.

## 영화
- 프린세스 (2014년)
- 카멜 (2009년)
- 7일장 (2008년)
- 파울 제스처 (2007년)
- 2001년 9월 11일 (2002년)
- 베를린-예루살렘 (1989년)
- 배반의 법정 (1988년)